# Rally Islas Canarias de 2024
El Rally Islas Canarias de 2024, oficialmente 48.º Rally Islas Canarias, fue la cuadragésimo octava edición, la segunda ronda de la temporada 2024 del Campeonato de Europa de Rally y la tercera de la temporada 2024 del Súper Campeonato de España de Rally. Se celebró del 2 al 4 de mayo y contó con un itinerario de trece tramos que sumaban un total de 193,12 km cronometrados. Fue también puntuable para el campeonato de las Islas Canarias y la Clio Trophy.
Esta fue la última edición del Rally Islas Canarias como parte del Campeonato de Europa de Rally ya que a partir del 2025 la prueba pasara a formar parte del Campeonato Mundial de Rally.
El ganador de la prueba por segundo año consecutivo fue el francés Yoann Bonato que en un rally de alto nivel cargado de emociones se impuso por la mínima diferencia a su compatriota y nuevo líder del Campeonato de Europa de Rally, Mathieu Franceschi. Bonato terminó con solo 2.8 segundos de diferencia a favor sobre Franceschi. El tercer y último escalón del podio fue a parar al local, Alejandro Cachón, el español fue el piloto con mejor ritmo del fin de semana se situó primero en la cuarta especial pero en la siguiente especial tuvo un pinchazo que lo llevó al decimoséptimo puesto tras lo cual remontó hasta la tercera plaza, logrando su primer podio en la categoría y el primer podio europeo del Toyota GR Yaris Rally2.
En las categorías inferiores, el polaco Igor Widłak se impuzo en el ERC 3 por delante del turco Kerem Kazaz. En el ERC4 y en ERC Junior, el Opel Corsa Rally4 copo todos los escalones del podio, el sueco Mille Johansson logró su primera victoria en la categoría, su compatriota, Calle Carlberg en su segundo rally en la categoría consiguió su primer podio. El tercer escalón del podio fue para el alemán Timo Schulz.
En el Súper Campeonato de España de Rally la victoria in extremis fue a favor de Alejandro Cachón en la última especial cronometrada en la que se convirtió en la primera victoria de Toyota y del Toyota GR Yaris Rally2 en la categoría. El segundo lugar fue a parar a Diego Ruiloba quien terminó a 2.7 segundos de Cachón y el tercer lugar fue para José Antonio Suárez quien había llegado a la etapa final primero pero no pudo aguantar, terminando a 5.6 segundos de Cachón.

## Lista de inscritos
| Num.                     | Piloto                     | Copiloto                 | Automóvil              | Equipo                           |
| ------------------------ | -------------------------- | ------------------------ | ---------------------- | -------------------------------- |
| 1                        | Hayden Paddon              | John Kennard             | Hyundai i20 N Rally2   | BRC Racing Team                  |
| 2                        | Efrén Llarena              | Sara Fernández           | Škoda Fabia RS Rally2  | Team MRF Tyres                   |
| 3                        | Mathieu Franceschi         | Andy Malfoy              | Škoda Fabia RS Rally2  | Mathieu Franceschi               |
| 4                        | Miklós Csomós              | Attila Nagy              | Škoda Fabia Rally2 evo | HRT Racing Kft                   |
| 5                        | Erik Cais                  | Igor Bacigál             | Škoda Fabia RS Rally2  | ACCR Orsák Rally Sport           |
| 6                        | Mikołaj Marczyk            | Szymon Gospodarczyk      | Škoda Fabia RS Rally2  | Mikołaj Marczyk                  |
| 7                        | Andrea Mabellini           | Virginia Lenzi           | Škoda Fabia RS Rally2  | Team MRF Tyres                   |
| 8                        | Jon Armstrong              | Eoin Treacy              | Ford Fiesta Rally2     | Jon Armstrong                    |
| 9                        | Simon Wagner               | Gerald Winter            | Škoda Fabia RS Rally2  | Eurosol Racing Team Hungary      |
| 10                       | Filip Mareš                | Radovan Bucha            | Toyota GR Yaris Rally2 | ACCR Toyota Dolák                |
| 11                       | Martin László              | Viktor Bán               | Škoda Fabia RS Rally2  | Topp-Cars Rally Team             |
| 12                       | Giacomo Costenaro          | Justin Bardini           | Škoda Fabia Rally2 evo | Giacomo Costenaro                |
| 14                       | Mārtiņš Sesks              | Renārs Francis           | Toyota GR Yaris Rally2 | Team MRF Tyres                   |
| 15                       | Mads Østberg               | Patrik Barth             | Citroën C3 Rally2      | TRT Rally Team                   |
| 16                       | Yoann Bonato               | Benjamin Boulloud        | Citroën C3 Rally2      | Yoann Bonato                     |
| 17                       | Alexey Lukyanuk            | Yuriy Kulikov            | Hyundai i20 N Rally2   | C.D. Todo Sport                  |
| 18                       | José Antonio Suárez        | Alberto Iglesias Pin     | Škoda Fabia RS Rally2  | Recalvi Team                     |
| 19                       | Diego Ruiloba              | Ángel Luis Vela          | Citroën C3 Rally2      | Citroën Rally Team               |
| 20                       | Alejandro Cachón           | Borja Rozada             | Toyota GR Yaris Rally2 | Toyota España                    |
| 21                       | Iván Ares                  | Javier Martínez Martínez | Hyundai i20 N Rally2   | Hyundai Motor España             |
| 22                       | Óscar Palomo Ortiz         | Sergio Fernández Guerra  | Hyundai i20 N Rally2   | Hyundai Motor España             |
| 23                       | Yeray Lemes                | Rogelio Peñate           | Citroën C3 Rally2      | C.D. Todo Sport                  |
| 24                       | Luis Monzón                | José Carlos Déniz        | Citroën C3 Rally2      | Auto-Laca Competición            |
| 25                       | Miguel Ángel Suárez        | Eduardo González Delgado | Citroën C3 Rally2      | C.D. Todo Sport                  |
| 26                       | Philip Allen               | Dale Furniss             | Hyundai i20 N Rally2   | Philip Allen                     |
| 27                       | Hermann Neubauer           | Hermann Neubauer         | Škoda Fabia RS Rally2  | Hermann Neubauer                 |
| 28                       | Alberto de Thurn y Taxis   | Frank Christian          | Škoda Fabia RS Rally2  | Alberto de Thurn y Taxis         |
| 29                       | Raúl Hernández             | José Murado González     | Škoda Fabia RS Rally2  | Raúl Hernández                   |
| 30                       | Roberto Blach Jr           | Mauro Barreiro           | Škoda Fabia RS Rally2  | Roberto Blach Jr                 |
| 31                       | Javier Pardo Siota         | David de La Puente       | Alpine A110 Rally RGT  | Recalvi Team                     |
| 32                       | Igor Widłak                | Daniel Dymurski          | Ford Fiesta Rally3     | Grupa PGS RT                     |
| 33                       | Kerem Kazaz                | Hugo Magalhães           | Ford Fiesta Rally3     | Atölye Kazaz                     |
| 34                       | Max McRae                  | Cameron Fair             | Peugeot 208 Rally4     | TRT Rally Team                   |
| 35                       | Mille Johansson            | Johan Grönvall           | Opel Corsa Rally4      | IK Sport Racing                  |
| 36                       | Aoife Raftery              | Hannah McKillop          | Peugeot 208 Rally4     | Motorsport Ireland Rally Academy |
| 37                       | Jack Brennan               | John McGrath             | Peugeot 208 Rally4     | Motorsport Ireland Rally Academy |
| 38                       | Davide Pesavento           | Matteo Zaramella         | Peugeot 208 Rally4     | Davide Pesavento                 |
| 39                       | Liam Müller                | Alexander Hirsch         | Opel Corsa Rally4      | Liam Müller                      |
| 40                       | Daniel Polášek             | Zdeněk Omelka            | Peugeot 208 Rally4     | Daniel Polášek                   |
| 41                       | Geronimo Ermanno Nerobutto | Alessio Angeli           | Peugeot 208 Rally4     | Geronimo Ermanno Nerobutto       |
| 43                       | Timo Schulz                | Michael Wenzel           | Opel Corsa Rally4      | ADAC Opel Rallye Junior Team     |
| 44                       | Calle Carlberg             | Jørgen Eriksen           | Opel Corsa Rally4      | ADAC Opel Rallye Junior Team     |
| 45                       | Mattia Zanin               | Elia De Guio             | Peugeot 208 Rally4     | Mattia Zanin                     |
| 46                       | Patrik Herczig             | Kristóf Varga            | Peugeot 208 Rally4     | Patrik Herczig                   |
| 47                       | Karl-Markus Sei            | Martin Leotoots          | Peugeot 208 Rally4     | ALM Motorsport                   |
| 48                       | Aleksandar Tomov           | Yavor Brankov            | Peugeot 208 Rally4     | HRT Racing Kft.                  |
| 49                       | Cristiana Oprea            | Denisa-Alexia Parteni    | Opel Corsa Rally4      | Cristiana Oprea                  |
| 50                       | Ekaterina Stratieva        | Georgi Avramov           | Peugeot 208 Rally4     | Ekaterina Stratieva              |
| Fuente: ewrc-results.com |                            |                          |                        |                                  |

## Itinerario
| Día                     | Tramo | Nombre                                | Distancia | Ganador de la etapa                 | Automóvil                                    | Tiempo  | Líder de la general |
| ----------------------- | ----- | ------------------------------------- | --------- | ----------------------------------- | -------------------------------------------- | ------- | ------------------- |
| Día 1 (2 de mayo)       | -     | Santa María de Guía (Shakedown)       | 3.57 km   | Miklós Csomós                       | Škoda Fabia Rally2 evo                       | 1:54.4  | -                   |
| Día 1 (2 de mayo)       | SS1   | Las Palmas de Gran Canaria            | 1.80 km   | Hayden Paddon                       | Hyundai i20 N Rally2                         | 1:30.5  | Hayden Paddon       |
| Día 2 (3 de mayo)       | SS2   | Agüimes-Santa Lucía 1                 | 14.83 km  | Yoann Bonato                        | Citroën C3 Rally2                            | 9:03.1  | Yoann Bonato        |
| Día 2 (3 de mayo)       | SS3   | Tejeda 1                              | 11.07 km  | Alejandro Cachón                    | Toyota GR Yaris Rally2                       | 6:28.6  | Mathieu Franceschi  |
| Día 2 (3 de mayo)       | SS4   | Artenara-Gáldar 1                     | 21.15 km  | Alejandro Cachón                    | Toyota GR Yaris Rally2                       | 13:21.7 | Alejandro Cachón    |
| Día 2 (3 de mayo)       | SS5   | Agüimes-Santa Lucía 2                 | 14.83 km  | Yoann Bonato                        | Citroën C3 Rally2                            | 9:03.9  | Yoann Bonato        |
| Día 2 (3 de mayo)       | SS6   | Tejeda 2                              | 11.07 km  | Alejandro Cachón                    | Toyota GR Yaris Rally2                       | 6:25.7  | Yoann Bonato        |
| Día 2 (3 de mayo)       | SS7   | Artenara-Gáldar 2                     | 21.15 km  | Alejandro Cachón                    | Toyota GR Yaris Rally2                       | 13:16.8 | Yoann Bonato        |
| Día 3 (4 de mayo)       | SS8   | Arucas-Firgas 1                       | 9.41 km   | Yoann Bonato                        | Citroën C3 Rally2                            | 4:59.5  | Yoann Bonato        |
| Día 3 (4 de mayo)       | SS9   | Moya-Valleseco 1                      | 27.70 km  | Yoann Bonato                        | Citroën C3 Rally2                            | 17:05.1 | Yoann Bonato        |
| Día 3 (4 de mayo)       | SS10  | San Mateo-Valsequillo 1               | 11.50 km  | Diego Ruiloba                       | Citroën C3 Rally2                            | 6:53.0  | Yoann Bonato        |
| Día 3 (4 de mayo)       | SS11  | Arucas-Firgas 2                       | 9.41 km   | Mathieu Franceschi                  | Škoda Fabia RS Rally2                        | 4:56.9  | Yoann Bonato        |
| Día 3 (4 de mayo)       | SS12  | Moya-Valleseco 2                      | 27.70 km  | Mathieu Franceschi Alejandro Cachón | Škoda Fabia RS Rally2 Toyota GR Yaris Rally2 | 17:01.0 | Yoann Bonato        |
| Día 3 (4 de mayo)       | SS13  | San Mateo-Valsequillo 2 (Power Stage) | 11.50 km  | Alejandro Cachón                    | Toyota GR Yaris Rally2                       | 6:46.2  | Yoann Bonato        |
| Fuente:ewrc-results.com |       |                                       |           |                                     |                                              |         |                     |

### Power stage
El power stage fue un tramo de 11,50 km. Se otorgaron puntos adicionales a los cinco más rápidos.
| Pos. | Piloto             | Copiloto          | Tiempo | Diferencia | Puntos |
| ---- | ------------------ | ----------------- | ------ | ---------- | ------ |
| 1    | Alejandro Cachón   | Borja Rozada      | 6:46.2 | -          | 5      |
| 2    | Diego Ruiloba      | Ángel Luis Vela   | 6:48.7 | +2.5       | 4      |
| 3    | Mathieu Franceschi | Andy Malfoy       | 6:49.6 | +3.4       | 3      |
| 4    | Yoann Bonato       | Benjamin Boulloud | 6:50.5 | +4.3       | 2      |
| 5    | Hayden Paddon      | John Kennard      | 6:51.7 | +5.5       | 1      |

## Clasificación final
| Pos.                     | Piloto                | Copiloto                 | Automóvil              | Tiempo    | Diferencia | Puntos  |
| General                  | General               | General                  | General                | General   | General    | General |
| ------------------------ | --------------------- | ------------------------ | ---------------------- | --------- | ---------- | ------- |
| 1.                       | Yoann Bonato          | Benjamin Boulloud        | Citroën C3 Rally2      | 1:57:18.8 | 0.0        | 30+2    |
| 2.                       | Mathieu Franceschi    | Andy Malfoy              | Škoda Fabia RS Rally2  | 1:57:21.6 | +2.8       | 24+3    |
| 3.                       | Alejandro Cachón      | Borja Rozada             | Toyota GR Yaris Rally2 | 1:57:48.5 | +29.7      | 21+5    |
| 4.                       | Diego Ruiloba         | Ángel Luis Vela          | Citroën C3 Rally2      | 1:57:51.2 | +32.4      | 19+4    |
| 5.                       | José Antonio Suárez   | Alberto Iglesias Pin     | Škoda Fabia RS Rally2  | 1:57:54.1 | +35.3      | 17      |
| 6.                       | Hayden Paddon         | John Kennard             | Hyundai i20 N Rally2   | 1:57:59.7 | +40.9      | 15+1    |
| 7.                       | Jon Armstrong         | Eoin Treacy              | Ford Fiesta Rally2     | 1:58:17.9 | +59.1      | 13      |
| 8.                       | Mads Østberg          | Patrik Barth             | Citroën C3 Rally2      | 1:58:19.9 | +1:01.1    | 11      |
| 9.                       | Yeray Lemes           | Rogelio Peñate           | Citroën C3 Rally2      | 1:58:31.4 | +1:12.6    | 9       |
| 10.                      | Simon Wagner          | Gerald Winter            | Škoda Fabia RS Rally2  | 1:58:36.5 | +1:17.7    | 7       |
| 11.                      | Efrén Llarena         | Sara Fernández           | Škoda Fabia RS Rally2  | 1:58:39.1 | +1:20.3    | 5       |
| 12.                      | Enrique Cruz          | Yeray Mújica Eugenio     | Ford Fiesta Rally2     | 1:58:52.0 | +1:33.2    | 4       |
| 13.                      | Alexey Lukyanuk       | Yuriy Kulikov            | Hyundai i20 N Rally2   | 1:58:57.2 | +1:38.4    | 3       |
| 14.                      | Erik Cais             | Igor Bacigál             | Škoda Fabia RS Rally2  | 1:58:59.0 | +1:40.2    | 2       |
| 15.                      | Filip Mareš           | Radovan Bucha            | Toyota GR Yaris Rally2 | 1:59:16.2 | +1:57.4    | 1       |
| ERC3                     |                       |                          |                        |           |            |         |
| 1.                       | Igor Widłak           | Daniel Dymurski          | Ford Fiesta Rally3     | 2:12:02.9 | 0.0        | 30      |
| 2.                       | Kerem Kazaz           | Hugo Magalhães           | Ford Fiesta Rally3     | 2:12:38.1 | +35.2      | 24      |
| ERC4                     |                       |                          |                        |           |            |         |
| 1.                       | Mille Johansson       | Johan Grönvall           | Opel Corsa Rally4      | 2:07:10.9 | 0.0        | 30      |
| 2.                       | Calle Carlberg        | Jørgen Eriksen           | Opel Corsa Rally4      | 2:07:46.4 | +35.5      | 24      |
| 3.                       | Timo Schulz           | Michael Wenzel           | Opel Corsa Rally4      | 2:07:59.4 | +48.5      | 21      |
| 4.                       | Max McRae             | Cameron Fair             | Peugeot 208 Rally4     | 2:08:40.1 | +1:29.2    | 19      |
| 5.                       | Daniel Polášek        | Zdeněk Omelka            | Peugeot 208 Rally4     | 2:10:00.1 | +2:49.2    | 17      |
| 6.                       | Liam Müller           | Alexander Hirsch         | Opel Corsa Rally4      | 2:10:24.9 | +3:14.0    | 15      |
| 7.                       | Karl-Markus Sei       | Martin Leotoots          | Peugeot 208 Rally4     | 2:11:28.4 | +4:17.5    | 13      |
| 8.                       | Patrik Herczig        | Kristóf Varga            | Peugeot 208 Rally4     | 2:12:38.4 | +5:27.5    | 11      |
| 9.                       | Aoife Raftery         | Hannah McKillop          | Peugeot 208 Rally4     | 2:16:20.2 | +9:09.3    | 9       |
| 10.                      | Mattia Zanin          | Elia De Guio             | Peugeot 208 Rally4     | 3:07:59.4 | +1:00:48.5 | 7       |
| ERC Junior               |                       |                          |                        |           |            |         |
| 1.                       | Mille Johansson       | Johan Grönvall           | Opel Corsa Rally4      | 2:07:10.9 | 0.0        | 30      |
| 2.                       | Calle Carlberg        | Jørgen Eriksen           | Opel Corsa Rally4      | 2:07:46.4 | +35.5      | 24      |
| 3.                       | Timo Schulz           | Michael Wenzel           | Opel Corsa Rally4      | 2:07:59.4 | +48.5      | 21      |
| 4.                       | Max McRae             | Cameron Fair             | Peugeot 208 Rally4     | 2:08:40.1 | +1:29.2    | 19      |
| 5.                       | Daniel Polášek        | Zdeněk Omelka            | Peugeot 208 Rally4     | 2:10:00.1 | +2:49.2    | 17      |
| 6.                       | Liam Müller           | Alexander Hirsch         | Opel Corsa Rally4      | 2:10:24.9 | +3:14.0    | 15      |
| 7.                       | Karl-Markus Sei       | Martin Leotoots          | Peugeot 208 Rally4     | 2:11:28.4 | +4:17.5    | 13      |
| 8.                       | Patrik Herczig        | Kristóf Varga            | Peugeot 208 Rally4     | 2:12:38.4 | +5:27.5    | 11      |
| 9.                       | Aoife Raftery         | Hannah McKillop          | Peugeot 208 Rally4     | 2:16:20.2 | +9:09.3    | 9       |
| 10.                      | Mattia Zanin          | Elia De Guio             | Peugeot 208 Rally4     | 3:07:59.4 | +1:00:48.5 | 7       |
| S-CER                    |                       |                          |                        |           |            |         |
| 1.                       | Alejandro Cachón      | Borja Rozada             | Toyota GR Yaris Rally2 | 1:57:48.5 | 0.0        | 35      |
| 2.                       | Diego Ruiloba         | Ángel Luis Vela          | Citroën C3 Rally2      | 1:57:51.2 | +2.7       | 30      |
| 3.                       | José Antonio Suárez   | Alberto Iglesias Pin     | Škoda Fabia RS Rally2  | 1:57:54.1 | +5.6       | 27      |
| 4.                       | Yeray Lemes           | Rogelio Peñate           | Citroën C3 Rally2      | 1:58:31.4 | +42.9      | 25      |
| 5.                       | Efrén Llarena         | Sara Fernández           | Škoda Fabia RS Rally2  | 1:58:39.1 | +50.6      | 23      |
| 6.                       | Enrique Cruz          | Yeray Mújica Eugenio     | Ford Fiesta Rally2     | 1:58:52.0 | +1:03.5    | 21      |
| 7.                       | Sergi Pérez Jr        | Axel Coronado            | Hyundai i20 N Rally2   | 1:59:22.6 | +1:34.1    | 19      |
| 8.                       | Miguel Ángel Suárez   | Eduardo González Delgado | Citroën C3 Rally2      | 1:59:39.2 | +1:50.7    | 17      |
| 9.                       | Óscar Palomo Ortiz    | Sergio Fernández Guerra  | Hyundai i20 N Rally2   | 2:00:40.3 | +2:51.8    | 15      |
| 10.                      | Sergio Fuentes Matías | Ariday Bonilla           | Citroën C3 Rally2      | 2:01:32.6 | +3:44.1    | 13      |
| Fuente: ewrc-results.com |                       |                          |                        |           |            |         |